# 彼得罗·蓬波纳齐
彼得罗·蓬波纳齐（義大利語： 1462年9月16日—1525年5月18日）意大利哲学家，文艺复兴时期亚里士多德主义代表人物，他从人本主义的角度解读亚里士多德，讨论了灵魂的不朽，认为道德行为是人生唯一的正确目标，他的作品还涉及自由意志。